# Ullig hare
Ullig hare (Lepus oiostolus) är en däggdjursart som beskrevs av Hodgson 1840. Lepus oiostolus ingår i släktet harar och familjen harar och kaniner. IUCN kategoriserar arten globalt som livskraftig.

## Utseende
Honor är med en genomsnittlig kroppslängd (huvud och bål) av 45,6 cm och en genomsnittlig vikt av 2,4 kg något större än hannar. De senare blir omkring 44,6 cm långa och väger genomsnittlig 2,2 kg. Den genomsnittliga längden för svansen är 8,5 cm och för bakfötterna 11,8 cm. Som namnet antyder har arten en ullig päls på ovansidan som är gulbrun till gulvit. Vid stjärten är pälsen mera gråaktig och mindre gul. På den vita svansen kan det finnas några mörkare strimmor. Undersidan är huvudsakligen täckt av vit päls, ibland med brun eller grå skugga.
Vissa individer kan bli 58 cm långa.

## Utbredning och habitat
Denna hare förekommer i centrala och sydvästra Kina samt i angränsande regioner av Nepal och regionen Kashmir. Den lever i bergstrakter och på högplatå mellan 3000 och 5300 meter över havet. Ullig hare vistas på bergsängar, i öppna buskskogar med gräs som undervegetation samt i alpina öknar.

## Ekologi
Arten äter huvudsakligen gräs och örter. Dessutom ingår blad från buskar, spannmål och grönsaker i födan. Lepus oiostolus är liksom andra släktmedlemmar koprofag. Ullig hare är aktiv på dagen men vilar ofta i sänkor eller bakom buskar och stenar. Antagligen lever individerna ensam, liksom hos flera andra harar.
Ullig hare jagas av nästan alla rovdjur som lever i regionen samt av rovfåglar.
Honor har mellan april och hösten två kullar med 4 till 6 ungar per kull. För övrigt antas att fortplantningssättet är lika som hos andra harar av samma släkte.

## Underarter
Arten delas in i följande underarter:
- L. o. oiostolus
- L. o. hypsibius
- L. o. pallipes
- L. o. przewalskii